# アフリカンゴールデンウルフ
Canis anthus は2015年に Klaus-Peter Koepfli らが提唱した食肉目イヌ科イヌ属の種。従来キンイロジャッカルに分類されていた食肉類のうち、アフリカに生息しているものを指す。Koepfli らが命名した英語名はAfrican golden wolf。『CNN.co.jp』ではアフリカキンイロオオカミ、『ナショナルジオグラフィック』ではアフリカンゴールデンウルフと翻訳されている。Koepfli が所属しているスミソニアン保存生態学研究所はイヌ属では150年ぶりの新種だと述べている。

## 分布
西アフリカとエチオピア南部からエジプトにかけて生息していることが確認されている。

## 形態
キンイロジャッカルに似るが、より尖った口吻と鋭い歯を持つ。体長、毛色は地域による差異が大きい。

## 分類
以下の6つの亜種に分類される。
Canis lupaster algirensis (Wagner,1841)
Canis lupaster anthus (F.cuvier,1820)
Canis lupaster bea  (Heller,1914)
Canis lupaster lupaster (Hemprich&Ehrenberg,1833)
Canis lupaster riparius (Hemprich&Ehrenberg,1832)
Canis lupaster soudanicus (Thomas,1903)

## 生態
基本的に繁殖ペアからなる群れを形成する。長期間夫婦のペアを維持し、協力して狩りを行ったり、食物を分け合ったりする。群れはセグロジャッカルと比較すると平和的である。
食性は季節や地域によって差異がある。昆虫、齧歯類、ノウサギ、爬虫類、地上性の鳥類、ガゼル、ダイカー、イボイノシシなどを捕食するほか、動物の死骸や果物も食べる。オグロヌーの幼獣を狙うこともある。セレンゲティ平原では乾季にガゼルの幼獣を狩ることが多い。東アフリカでは単独での狩りを行う場合、成功率は16%程度だが複数頭で行う場合には成功率は約67%まで上昇する。

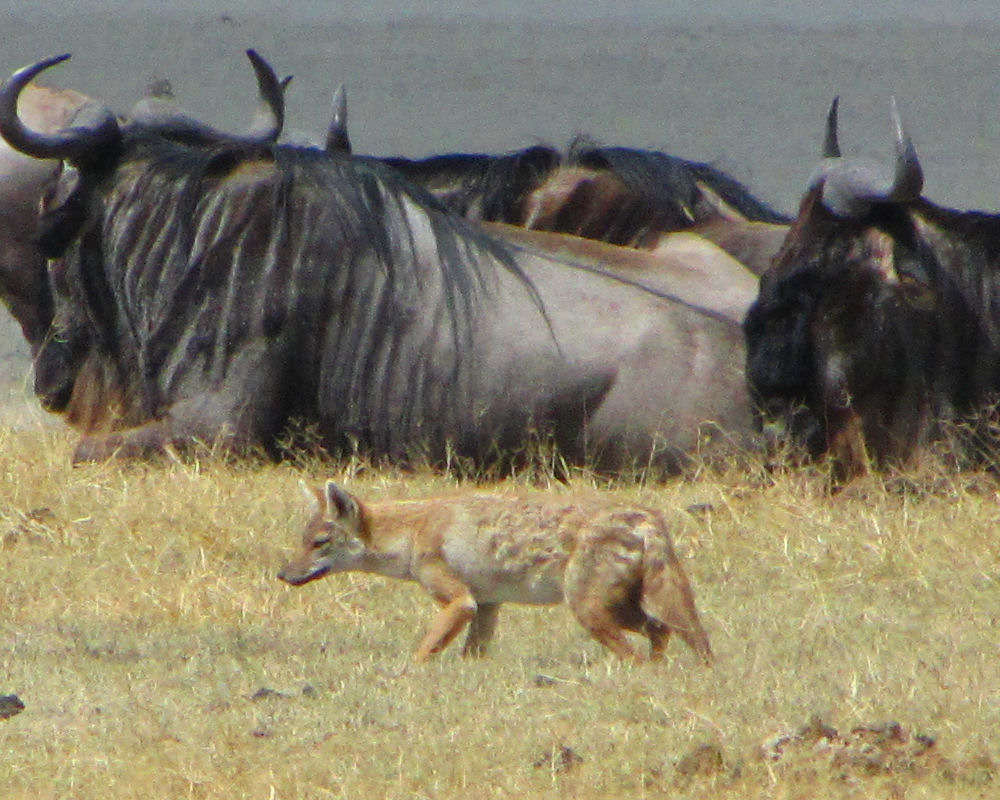
オグロヌーを注意深く追跡するアフリカンゴールデンウルフ。ンゴロンゴロ保全地域にて。

繁殖期は東アフリカでは1‐2月。幼獣は生後1ヶ月後には固形物を食べ始め、生後6ヶ月後には群れでの順位が確立する。巣穴はツチブタやイボイノシシが掘ったものを利用していると考えられている。
本種がセグロジャッカルの幼獣を殺すところも観察されている。

## 人間との関わり
いくつかの論文では、家畜を襲う主な害獣の1つとされている。

## 研究史
エジプトのジャッカル C. a. lupaster は従来キンイロジャッカルに分類されていた。だが、1880年にインドのオオカミ C. l. pallipes と頭蓋骨が類似していることが指摘されるなど、タイリクオオカミ C. lupus と形態学的に類似点がみられるとの研究報告が複数あり、タイリクオオカミの亜種だとする意見もあった。2011年、2012年のC. a. lupaster のミトコンドリアDNAを解析した論文も、他のキンイロジャッカルよりタイリクオオカミに近いと報告していた。
2015年、Koepfli らはアフリカとユーラシアに生息しているキンイロジャッカルは100万年以上前に分岐しているとして、2つの独立した種とみなすべきだと主張した。また、ユーラシアの分類群の学名を Canis aureus としてEurasian golden jackalという英語名を提案し、アフリカの分類群の学名および英語名として Canis anthus (African golden wolf) を提案した。
C. anthus という学名はこの分類群の中で最初に記載されたセネガルのキンイロジャッカルにつけられたものだったが、この学名には異論もある。2017年、Viranta らは論文中でこの種を African wolf と呼び、1820年に記載されたC. anthus の正基準標本とされているセネガルのメスの標本はヨコスジジャッカルの可能性があると主張した。これが事実であれば、C. anthus が最初に公式に記載されたのは1847年ということになる。Viranta らは C. anthus が種の定義に問題のある疑問名であるとして、Canis lupaster を本種の学名として用いた。
なお、エジプト神話の双子の冥界神（異説あり）アヌビスとウプウアウトは、長くエジプトのジャッカルの頭部を持つ半人半獣、あるいはジャッカルそのものの姿に描かれていると考えられてきた。しかし、アフリカンゴールデンウルフの発見に伴い、アヌビスとウプウアウトのモデルもジャッカルではなくアフリカンゴールデンウルフであると考えられるようになった。